# 許田正升
許田筑登之正升（きょだ ちくどぅん せいしょう、乾隆30年〈1765年〉12月26日 - 嘉慶18年 〈1813年〉 12月16日）は、琉球王国の官人。名護間切許田地頭職。唐名は郭開緒、童名は百歳金。許田筑登之。もとの名は正政であったが、「成」と「政」の字が禁字とされたため、のちに「升」に改名した。

## 生涯
乾隆43年（1778年）9月19日、名護間切許田地頭職に任ぜられる。翌年の乾隆44年（1779年）10月15日には、成人儀礼である欹髻を結った。
嘉慶2年（1797年）12月12日には筑登之座敷に叙せられた。さらに、尚灝王の治世である嘉慶13年（1808年）12月1日には、給地御蔵筆者（御物城の筆録役）に任じられている。
最初の妻は湯氏照喜名筑登之親雲上兼典の娘眞牛であったが、のちに離別。後妻に平氏兼島筑登之親雲上景敷の娘思戸を迎えた。
嘉慶18年（1813年）12月16日死去。享年49。

## 系譜
- 長女：眞蒲戸（乾隆55年〈1790年〉7月5日生）
- 長男：正起（童名思龜、唐名郭作霖。嘉慶4年（1799年）7月28日生。母は平氏思戸。室は薛氏比嘉筑登之賀寳の女・眞加戸。嘉慶18年（1813年）8月15日、欹髻を結う。道光5年（1825年）12月1日、筑登之座敷に叙される。）
  - 長男：正興（童名松金、唐名郭文鳳。道光2年〈1822年〉11月5日生。母は薛氏眞加戸）
  - 長女：眞鶴（道光5年〈1825年〉11月5日生）
- 次男：正孫（童名眞蒲戸、唐名郭作楫。嘉慶7年（1802年）1月6日生。母は平氏思戸。）
- 三男：正賀（童名眞三良、唐名郭作梅。嘉慶9年（1804年）10月2日生。母は平氏思戸。嘉慶24年（1819年）12月15日、欹髻を結う。）
- 次女：眞呉勢（嘉慶12年〈1807年〉7月17日生）